# 川崎町立富岡小学校
川崎町立富岡小学校（かわさきちょうりつ とみおかしょうがっこう）は宮城県柴田郡川崎町にある公立小学校である。

## 学区
- 大字支倉地区（ただし、小沢行政区を除く。）、支倉台行政区[1]

## 沿革
- 2012年（平成24年）4月1日 - 支倉小学校と碁石小学校を統合して、富岡小学校が開校。校舎は旧碁石小学校を使用[2]。

## 卒業後の進路
- 川崎町立富岡中学校へ進学する[1]。

## アクセス
- かわさき町民バス 碁石支倉線「富岡小学校前」下車
- 宮城交通 川崎-仙台駅前「碁石」下車 徒歩6分